# خوان اوگارته
خوان اوگارته (انگلیسی: Juan Ugarte؛ زادهٔ ۷ نوامبر ۱۹۸۰) بازیکن فوتبال اهل اسپانیا است.
از باشگاه‌هایی که در آن بازی کرده‌است می‌توان به باشگاه فوتبال کرو آلکساندرا، باشگاه فوتبال ایبار، باشگاه فوتبال ورکسام، و باشگاه فوتبال رئال سوسیداد اشاره کرد.